# Georg Arthur Oedemann
Georg Arthur Oedemann (* 24. Februar 1901 in Hohenstein-Ernstthal; † vor August 1997; Pseudonyme: Georg Arthur, G. A.  Morgenstern) war ein deutscher Schriftsteller.

## Leben
Georg Arthur Oedemann war als Arbeiter in Bergwerken, Gießereien und auf Schiffswerften tätig. Im Selbststudium eignete er sich Kenntnisse in Technik und Musik an und veröffentlichte ab 1937 literarische Werke. Später war er städtischer Angestellter. Er lebte zuletzt in Reutlingen.
Georg A. Oedemann schrieb anfangs vorwiegend erzählende Werke, in denen er seine Erfahrungen in der Arbeitswelt verarbeitete. Nach 1945 entstanden Abenteuer- und Jugendromane. Von den im Dritten Reich entstandenen Werken Oedemanns standen die Titel Wir schmelzen das Eisen, Lok-Führer Korbe und Baugruppe Droda nach 1945 in der Sowjetzone auf der Liste der auszusondernden Literatur.
Er erhielt 1937 den Dichterpreis von Schneeberg.
Georg Oedemann war evangelisch und verheiratet mit Gertrud Oedemann, geborene Rüprich.

## Werke
- Glückauf, Kumpel!, Werdau 1937
- Das reifende Jahr, Werdau 1938
- Eine Straße geht durchs Land, Berlin 1938
- Wir schmelzen das Eisen, Reutlingen 1939
- Die Ehe des Schauspielers, Heidenau 1940
- Die Maschinenstadt, München 1940
- Die Flucht des Barthel Zerjatke, Berlin [u. a.] 1941
- 20 Jahre Arbeit, München 1941
- Lok-Führer Korbe, Berlin 1943
- Baugruppe Droda, Leipzig 1944
- Der Stolln Unruh, Berlin 1946 (unter dem Namen Georg Arthur)
- Wer mag solches Glück entbehren?, Miesbach 1949
- Wo das Eisen fließt, Kevelaer 1950 (unter dem Namen Georg Arthur)
- als Hrsg.: Deutsche Arbeiterdichter. 1951
- Steiger Pucknit, Stuttgart 1951
- Bergmannskinder, Kassel 1952
- Ferdl und die Schwestern, Stuttgart 1953
- Gestrandet im Urwald, Bamberg 1953
- Eldorado, Stuttgart 1954
- Der Spielzeugschnitzer, Kassel 1954
- Stadt der Maschinen, Stuttgart 1954
- Steinschlag auf Sohle 5, Kassel 1955
- Der Wolf der Meere, Bielefeld 1958
- Unternehmen Atlantic, Bielefeld 1959
- Die Fabrik auf der Sonnenseite, Colmar [u. a.] 1960 (unter dem Namen Georg Arthur)
- Die Goldstraße von Nombre de Dios, Lengerich/Westf. 1960
- Die Kinder der silbernen Berge, Lengerich (Westf.) 1960
- Richards Geheimnis, Lengerich/Westf. 1961
- Sie sind das Herz Berlins, Nürnberg 1962
- Pirat im Dienst der Königin, Bayreuth 1966
- Piraten unter südlichen Sternen, Hannover 1967 (unter dem Namen Georg A. Morgenstern)
- Unternehmen Titan, Hannover 1969 (unter dem Namen G. A. Morgenstern)
- Goldfieber, Hannover 1971 (unter dem Namen G. A. Morgenstern)
- Finale in Sanssouci, Hof/Saale 1986